# Saint-Pierre-en-Auge
Saint-Pierre-en-Auge ist eine Gemeinde mit 7.265 Einwohnern (Stand: 1. Januar 2022) im französischen Département Calvados in der Normandie. Sie gehört dort zum Kanton Livarot-Pays-d’Auge im Arrondissement Lisieux. Sie entstand als Commune nouvelle mit Wirkung vom 1. Januar 2017 durch die Zusammenlegung von Saint-Pierre-sur-Dives, Boissey, Bretteville-sur-Dives, Hiéville, Mittois, Montviette, L’Oudon, Ouville-la-Bien-Tournée, Sainte-Marguerite-de-Viette, Saint-Georges-en-Auge, Thiéville, Vaudeloges und Vieux-Pont-en-Auge. Saint-Pierre-sur-Dives ist der Hauptort (Chef-lieu).

## Gemeindegliederung
| Ortsteil                                   | ehemaliger INSEE-Code | Fläche (km²) | Einwohnerzahl (2016) |
| ------------------------------------------ | --------------------- | ------------ | -------------------- |
| Boissey                                    | 14081                 | 05,28        | .0236                |
| Bretteville-sur-Dives                      | 14099                 | 06,91        | .0283                |
| Hiéville                                   | 14331                 | 04,77        | .0274                |
| Mittois                                    | 14433                 | 07,38        | .0137                |
| Montviette                                 | 14450                 | 06,62        | .0204                |
| L’Oudon                                    | 14472                 | 54,84        | 1.608                |
| Ouville-la-Bien-Tournée                    | 14489                 | 07,67        | .0248                |
| Saint-Georges-en-Auge                      | 14580                 | 05,16        | .0100                |
| Sainte-Marguerite-de-Viette                | 14616                 | 07,72        | .0368                |
| Saint-Pierre-sur-Dives (Verwaltungssitz)00 | 14654                 | 09,68        | 3.559                |
| Thiéville                                  | 14688                 | 03,94        | .0310                |
| Vaudeloges                                 | 14729                 | 12,51        | .0203                |
| Vieux-Pont-en-Auge                         | 14750                 | 12,49        | .0295                |

## Geographie
Nachbargemeinden sind
- Mézidon Vallée d’Auge im Nordwesten und im Norden,
- Castillon-en-Auge im Nordosten,
- Livarot-Pays-d’Auge im Osten,
- Le Renouard und Saint-Gervais-des-Sablons im Südosten,
- Les Moutiers-en-Auge im Süden,
- Norrey-en-Auge und Barou-en-Auge im Südwesten,
- Louvagny, Courcy und Vendeuvre im Westen.

## Gemeindepartnerschaft
Partnergemeinde von Saint-Pierre-en-Auge ist die deutsche Marktgemeinde Kleinwallstadt in Bayern.